# Rebrîkove, Antrațît
Rebrîkove (în ucraineană Ребрикове) este localitatea de reședință a comunei Rebrîkove din raionul Antrațît, regiunea Luhansk, Ucraina.

## Demografie
Componența lingvistică a localității Rebrîkove
     Ucraineană (79,07%)
     Rusă (20,93%)
Conform recensământului din 2001, majoritatea populației localității Rebrîkove era vorbitoare de ucraineană (79,07%), existând în minoritate și vorbitori de rusă (20,93%).